# Manuel Vilas Vidal
Manuel Vilas (Barbastre, Osca, 1962) és un narrador i poeta espanyol. Escriu habitualment en premsa (ABC, Heraldo de Aragón, El País, La Vanguardia, Cadena SER, El Mundo) i en revistes literàries. Les seves obres s'han traduït al portuguès, el francès i l'alemany, i figura en diverses antologies nacionals, tant de poesia com de narrativa, entre les quals en destaquem les aparegudes recentment: Pequeñas resistencias. Antología del nuevo cuento español (Páginas de espuma, 2010) y Las moradas del verbo. Poetas de la democracia (Calambur, 2010). El 2019 va ser finalista del Premi Planeta, amb la novel·la Alegría, traduïda a diverses llengües.
El 2023, amb l'obra Nosotros, va guanyar el Premi Nadal de novel·la en castellà.

## Novel·la
- El mejor libro del mundo (Destino, 2024)
- Alegría (Planeta, 2019)
- Ordesa (Alfaguara, 2018)
- Lou Reed era español (Malpaso, 2016)
- El luminoso regalo (Alfaguara, 2013)
- Los inmortales (Alfaguara,2012)
- Aire Nuestro (Alfaguara, 2009)
- España (DVD, 2008; tercera edició a Punto de Lectura, 2012)
- Magia (DVD, 2004)

## Relats
- Libro de relatos Zeta (DVD, 2002; segona edició a Salto de Página, 2014)

## Poesia
- Gran Vilas (XXXIII Premio Ciudad de Melilla, Visor, 2012)
- Amor. poesía reunida, 1988-2010 (Visor, 2010)
- Calor (VI Premi Fray Luis de León, Visor, 2008)
- Resurrección (XV Premi Jaime Gil de Biedma, Visor, 2005)
- El Cielo (DVD, 2000)

## Texts híbrids
- Listen to me (La Bella Varsovia, 2013)
- Dos años felices (Mira editores, 1996)

## Assaig
- MV Reloaded (Tropo Editores, 2011)
- La región intermedia (Prames, 1999)
- La vida sin destino (Mira editores, 1994)